# Furia nel deserto
Furia nel deserto (Desert Fury) è un film del 1947 diretto da Lewis Allen.

## Trama
Una donna dal passato burrascoso ha aperto, in una zona desertica degli Stati Uniti, una casa da gioco che gestisce con successo. La donna ha una figlia che, uscita dal collegio dove è stata rinchiusa, torna a vivere con lei. Non abituata al mondo esterno la ragazza cede alla corte di un ex cow boy che ora fa il poliziotto. Ma un altro uomo dal passato torbido piano piano la trascina nella passione e soprattutto la rende insensibile ai consigli della madre. Nonostante le raccomandazioni di quest'ultima la ragazza fugge con l'amico. La tragedia scoppia all'improvviso nel corso del viaggio...